# ФК Мерсин Идманюрду
Мерсин Идман Юрду (на турски: Mersin İdman Yurdu) е турски спортен клуб от град Мерсин, участващ в турската Първа лига. Основан е на 16 август 1925 г. Домакинските си мачове провежда на стадион „Мерсин Арена“. В турската Суперлига отборът е участвал 11 сезона, последният от които е сезон 1982-83. Най-високото постижение на отбора е появата на финал за Купата на Турция през 1983 г., което позволява на клуба да вземе участие в КНК.

## Български футболисти
- Спас Делев: 2012 - (12 мача - 2 гола)
- Николай Михайлов: 2014/15 - (9 мача - 0 гола), 2016/17 - (28 мача - 0 гола)

## Постижения
- Финалист за Купата на Турция (1): 1982/83.